# Ida et Carmélita
 (octobre 2015).
Si vous disposez d'ouvrages ou d'articles de référence ou si vous connaissez des sites web de qualité traitant du thème abordé ici, merci de compléter l'article en donnant les références utiles à sa vérifiabilité et en les liant à la section « Notes et références ».
Ida et Carmelita est un roman de Hector Malot publié en 1876

## Résumé
Vers 1870 le colonel Chamberlain s'arrête dans l'hotel du hameau de Glion en Suisse. Il laisse deux chambres au prince de Mazzazoli, sa sœur, comtesse Belmont et sa nièce Carmelita. À la demande de celle-ci, le colonel demande au prince de l'emmener promener. 
Le dernier jour, ils s'embrassent. Puis Chamberlain disparaît. Il écrit de Paris et demande Carmelita en mariage. Le prince accepte et ils vont à Paris aussi.
Carmelita y fréquente Beio et Chamberlain annule sa demande. Il doit épouser Ida, allemande, mais la guerre avec la Prusse éclate et elle part en Prusse.